# Kalinganyar
Kalinganyar is een bestuurslaag in het regentschap Sumenep van de provincie Oost-Java, Indonesië. Kalinganyar telt 2208 inwoners (volkstelling 2010).